# Wojciech Troska
Wojciech Troska herbu własnego – stolnik ziemski chełmski w latach 1578-1594.
Poseł na sejm konwokacyjny 1587 roku z ziemi chełmskiej, podpisał akt konfederacji generalnej.